# Ljutvi Ahmedov
Ljutvi Džiber Ahmedov (in bulgaro Лютви Джибер Ахмедов?; Podajva, 10 aprile 1930 – 1997) è stato un lottatore bulgaro, specializzato nella lotta libera.

## Palmarès

### Olimpiadi
- 1 medaglia:
  - 1 argento (Tokyo 1964 nei pesi massimi)